# Tykocin
Tykocin és una població polonesa situada al comtat de Białystoki i el Voivodat de Podlàquia. Té una superfície de 28,97 quilòmetres quadrats i tenia uns 1.917 habitants l'any 2021. També és el poble natal de Mordechai Mark Zamenhof, el pare de Ludwik Zamenhof, el creador de l'esperanto.

## Holocaust
El 25 d'agost de 1941, els jueus de la ciutat van ser capturats i reunits pels nazis al mercat. 1.400 jueus van ser portats al proper bosc de Lupochowo, i van ser assassinats. Alguns jueus van poder amagar-se, però la major part d'ells van ser trobats i detinguts per la policia polonesa. 150 jueus van ser portats i confinats temporalment en el gueto de Białystok.